# Stortjärnen (Svärdsjö socken, Dalarna, 673571-149966)
Stortjärnen är en sjö i Falu kommun i Dalarna och ingår i Dalälvens huvudavrinningsområde. Sjön är 21,5 meter djup, har en yta på 0,308 kvadratkilometer och befinner sig 156,1 meter över havet.

## Delavrinningsområde
Stortjärnen ingår i det delavrinningsområde (673518-150091) som SMHI kallar för Utloppet av Gårdvikssjön. Medelhöjden är 166 meter över havet och ytan är 22,35 kvadratkilometer. Räknas de 168 avrinningsområdena uppströms in blir den ackumulerade arean 1 927,13 kvadratkilometer. Lillälven (Tängerströmmen) som avvattnar avrinningsområdet har biflödesordning 2, vilket innebär att vattnet flödar genom totalt 2 vattendrag innan det når havet efter 233 kilometer. Avrinningsområdet består mestadels av skog (62 procent) och jordbruk (11 procent). Avrinningsområdet har 2,87 kvadratkilometer vattenytor vilket ger det en sjöprocent på 12,8 procent. Bebyggelsen i området täcker en yta av 0,14 kvadratkilometer eller 1 procent av avrinningsområdet.